# Fem sange til tekster af Jacobsen
Fem sange (til tekster af Jacobsen) is een compositie van Christian Sinding. Het zijn toonzettingen van vijf gedichten van Jens Peter Jacobsen. Omdat Sinding later veel bekender werd in Duitsland dan in Noorwegen, kwam er ook een versie met Duitse teksten, vertaald door Wilhelm Henzen. Vervolgens werd de Duitse versie vertaald naar een Engelse (1913). 
De vijf liederen zijn:
1. Har dagen sanket al sin sorg (Und wenn der Tag sein schweres Leid)
2. Marine (Seestück)
3. Det bodes der for (Dafür wird gebüsst)
4. I seraillets have (Im Serail)
5. Evig (Ewig)